# Jerzy Edigey
Jerzy Edigey, vlastním jménem Jerzy Korycki (12. srpna 1912 Klukowo, Ruské impérium – 24. srpna 1983 Varšava), byl polský právník, novinář a spisovatel, autor detektivních románů a také několika dobrodružných knih pro děti a mládež.

## Život
Z matčiny strany pocházel ze staré šlechtické rodiny tatarského původu, která se v 16. století usídlila v Litvě. Svůj literární pseudonym si zvolil podle jednoho z náčelníků Zlaté hordy, který údajně stál u zrodu rodu Korických.
Vystudoval práva na Varšavské univerzitě. Během studia se připojil k radikálnímu pravicovému národnímu hnutí a stal se členem Tábora velkého Polska (Obóz Wielkiej Polski, OWP) a později Národně radikálního tábora (Obóz Narodowo-Radykalny, ONR). Byl zatčen a vězněn v izolačním táboře ve městě Bereza Kartuska (dnes Bjaroza v Bělorusku). Po propuštění pracoval jako advokátní koncipient se specializací na obchodní právo a jako redaktor sportovního oddělení deníku ABC navazujícího na myšlenky OWP a ONR.
Po skončení druhé světové války pracoval jako advokát a žurnalista. Působil také několik let jako trenér polských veslařů a jako funkcionář Polské veslařské asociace. Zahynul společně se svým bratrem při autonehodě a na základě svého přání byl pohřben na muslimském tatarském hřbitově ve Varšavě.
Jako spisovatel debutoval velmi pozdě (až v padesáti letech) románem Czek dla białego gangu (1964, Šek pro bílý gang). Celkem napsal více než čtyřicet detektivních románů a několik historických dobrodružných románů pro děti a mládež. Brzy se stal nejvýznamnějším představitelem žánru, který Stanisław Barańczak nazval „policejní román“ (powieśc milicyjna), čímž myslel dílo tendenčně ideologicky zaměřené na reklamu práce bezpečnostních orgánů v socialistickém státě. Protože však Edigey měl ze své advokátní praxe podrobné znalosti o soudních případech, o práci bezpečnostních orgánů a také osudech lidí, kteří se octli v rozporu se zákonem, byla jeho díla velmi úspěšná nejen doma, ale i v zahraničí (jeho knihy byly přeloženy mimo jiné do češtiny, slovenštiny, ruštiny, němčiny, maďarštiny, italštiny a japonštiny).

## Dílo

### Detektivní romány
| - Czek dla białego gangu (1963, Šek pro bílý gang). - Mister MacAreck i jego business (1964). - Trzy płaskie klucze (1965, Tři ploché klíče). - Wagon pocztowy GM 38552 (1966). - Sprawa Niteckiego (1966, Záhadná smrt). - Baba-Jaga gubi trop (1967). - Umrzesz jak mężczyzna (1967, Umřeš jako muž). - Elżbieta odchodzi (1968, Alžběta se nevrací). - Szkielet bez palców (1968). - Przy podniesionej kurtynie (1968, Případ žárlivého muže). - Pensjonat na Strandvägen (1969, Penzionát na pobřeží). - Zbrodnia w południe (1970). - Żółta koperta (1970, Případ žluté obálky). - Strzały na rozstajnych drogach (1970, Výstřely na rozcestí). - Człowiek z blizną (1970). - Błękitny szafir (1971, Modrý safír). - Jedna noc w Carltonie (1971, Jedna noc v Carltonu). - Niech pan zdejmie rękawiczki (1971). - Testament samobójcy (1972, Závěť sebevraha). - Minerva-Palace-Hotel (1972). - Gang i dziewczyna (1973, Gang a dívka). - Śmierć czeka przed oknem (1973, Smrt čeká před oknem). | - Śmierć jubilera (1973). - Diabeł przychodzi nocą (1974, Ďábel přichází v noci). - Strzał na dancingu (1975). - Najgorszy jest poniedziałek (1975, Nejhorší je pondělí). - Szklanka czystej wody (1974, Sklenka čisté vody). - Walizka z milionami (1975). - Dwie twarze Krystyny (1976). - Dzieje jednego pistoletu (1976, Příběh jedné pistole). - Tajemnica starego kościółka (1976, Tajemství starého kostela). - Sprawa dla jednego (1978). - Nagła śmierć kibica (1978). - As trefl (1978). - Uparty milicjant (1980). - Alfabetyczny morderca (1981, Vraždy podle abecedy). - Pomysł za siedem milionów (1982, Nápad za sedm miliónů). - Siedem papierosów "Maracho" (1982) - Zdjęcie z profilu (1984). - Operacja "Wolfram" (1985). - Wycieczka ze Sztokholmu (1987, Zájezd ze Stockholmu). - Morderca szuka drogi (2010). - Ostatnie życzenie Anny Teresy (2010). - Spotkamy się w Matrózcsárda (2011). |

### Knihy pro děti a mládež
- Strzała z Elamu (1968, Střela z Elamu), detektivně laděný historický román pro děti a mládež z prostředí starověkého Babylónu za vlády Nabukadnesara II. (kniha byla poctěna cenou polské Akademie věd za román pro mládež).
- Strażnik piramidy (1977, Strážce pyramidy), dobrodružný historický román ze starověkého Egypta o pyramidách a s nimi spojených záhadách, z nichž některé přetrvávají dodnes.
- Król Babilonu (1983, Král Babylónu), historický román pro děti a mládež z období vzpoury Babylónu proti vládě perského velkokrále Xerxa I.
- Szpiedzy króla Asarhaddona (1983, Vyzvědači kráľe Asarhaddona), dobrodružný historický román z doby asyrského krále Asarhaddona.

## Filmové adaptace
- 07 zglos sie (1976–1987), polský televizní seriál (21 epizod), podle Edigeye natočena epizoda
  - číslo 4: 300 tysięcy w nowych banknotach (1976), režie Krzysztof Szmagier (román Baba-Jaga gubi trop),
  - číslo 11: Wagon pocztowy (1981), režie Krzysztof Szmagier (román Wagon pocztowy GM 38552),
  - číslo 13: Strzał na dancingu (1981), režie Kazimierz Tarnas (stejnojmenný román).
- Případ žárlivého muže (1986), československý televizní film, režie Vladimír Kelbl.

## Česká vydání
- Alžběta se nevrací, Magnet, Praha 1970, přeložil René Frühauf, špionážní román z polského poválečného prostředí.
- Případ žluté obálky, Magnet, Praha 1971, přeložil René Frühauf, špionážní román z poválečné Varšavy.
- Případ žárlivého muže, Lidové nakladatelství, Praha 1973, přeložil René Frühauf, detektivní román z divadelního prostředí.
- Penzión na pobřeží, Lidové nakladatelství, Praha 1974, přeložil René Frühauf, detektivní román z prostředí penziónu na jižním pobřeží Švédska.
- Střela z Elamu, Albatros, Praha 1975, přeložil René a Jiří Frühaufovi.
- Smrt čeká před oknem, Lidové nakladatelství, Praha 1977, přeložil René Frühauf, detektivní román o odhalení bandy pašeráků drog.
- Strážce pyramidy, Albatros, Praha 1984, přeložil René Frühauf.
- Král Babylónu, Albatros, Praha 1990, přeložil Pavel Frýbort.